# Blah Blah Blah
Blah Blah Blah − siódmy album solowy Iggy’ego Popa wydany w 1986 roku przez wytwórnie A&M.
Album zajął 75. miejsce na Billboard top 200 albums.

## Lista utworów
1. Real Wild Child (Wild One) (Johnny O’Keefe cover) – 3:38
2. Baby, It Can't Fall – 4:14
3. Shades – 5:57
4. Fire Girl – 3:33
5. Isolation – 4:36
6. Cry for Love – 4:28
7. Blah-Blah-Blah – 4:32
8. Hideaway – 5:01
9. Winners & Losers – 6:18
10. Little Miss Emperor – 3:50

## Twórcy
- Iggy Pop − wokal
- Kevin Armstrong − gitara
- Steve Jones − gitara
- Edral Kizilcay − syntezator, bas, perkusja